# Movimento Nazionale Ciuvascio
Il Movimento Nazionale Ciuvascio ( in ciuvascio Чăваш наци юхăмĕ) è stato un'associazione socioculturale del popolo ciuvascio che promuoveva l'emancipazione e l'uguaglianza nazionale della Repubblica Ciuvascia (Russia). Gruppi spontanei del movimento si manifestarono, a partire dal XVI secolo, sotto svariate forma di manifestazioni sociali, come protesta dell'etnia ciuvascia nei confronti dello stato centrale.

## Attività
Un fattore significativo nella mobilitazione del popolo ciuvascio furono le riforme di Alessandro II che aprirono una nuova era nella storia dei popoli della regione del Volga.

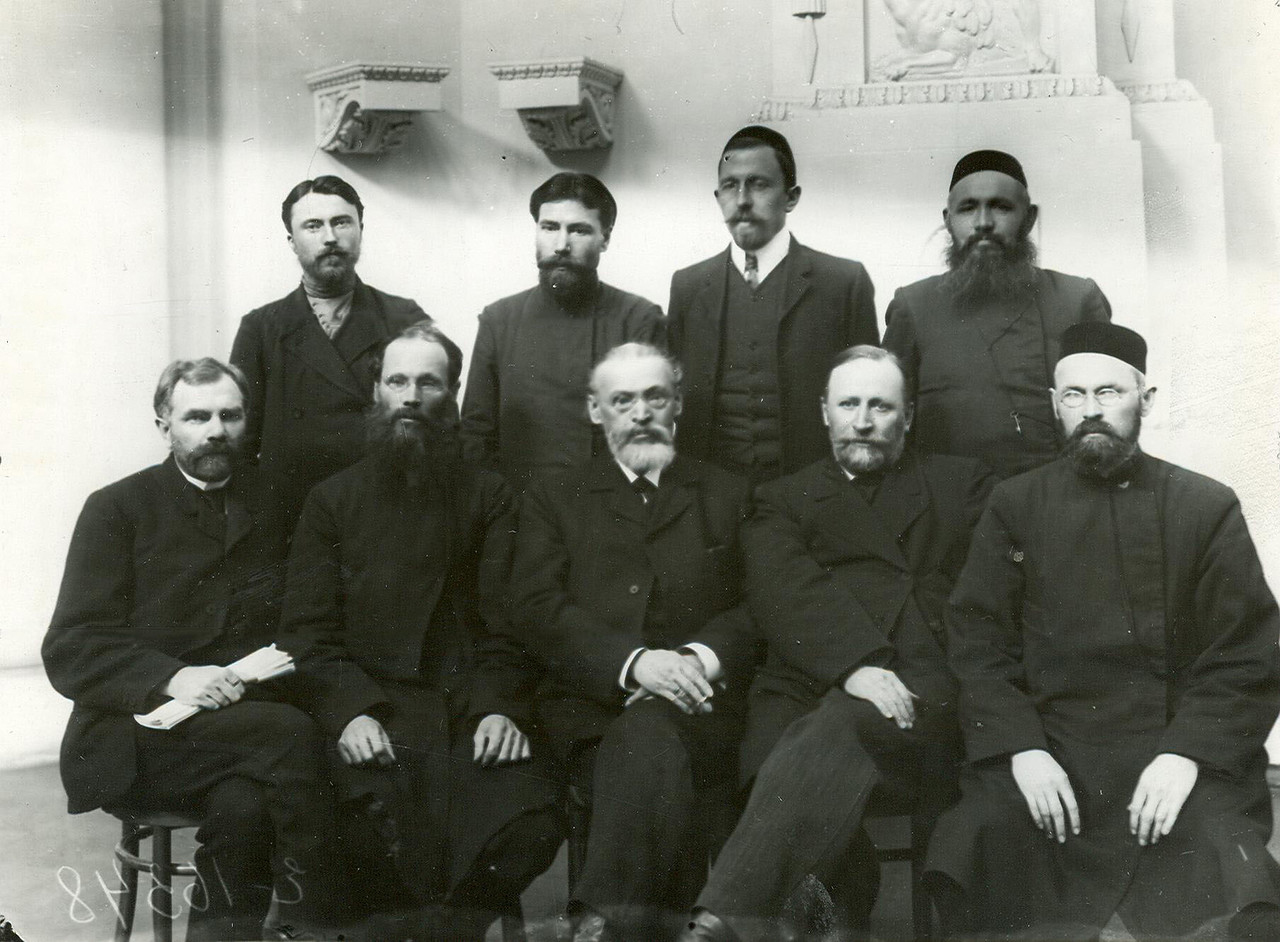
Membri della seconda Duma dello stato russo dal Governatorato di Kazan', 1907.

A cavallo tra i secoli 19° e 20° ci fu un consolidamento dell'identità nazionale ciuvascia con la lingua, la cultura professionale, la nascita dell'intellighenzia nazionale. Alla fine del XIX secolo ci fu una formazione e stabilizzazione finale della configurazione del territorio etnico ciuvascio (7 contee adiacenti delle province di Kazan e Simbirsk), dove viveva il 78% dei Ciuvasci.
Nel primo decennio del XX secolo, il Movimento passò dalla prima fase, caratterizzata dall'emergere di figure patriottiche di istruzione e cultura, alla seconda fase, quella nazionale e di agitazione patriottica, per diffondere un'autocoscienza nei confronti di tutti. La terza fase del Movimento si è conclusa con la formazione di un movimento di massa con slogan politici aperti e una rete di organizzazioni nazionali formate allo scopo di emancipazione etnica, avvenuta nel 1917.

## Letteratura
- С.В. Щербаков, "Чувашское национальное движение 1917-1921 годах. Взлёты и падения." /Chuvash national movement of 1917-1921. UPS and downs.